# 鍵屋駅
鍵屋駅（かぎやえき）は、岐阜県岐阜市鍵屋にあった、名古屋鉄道鏡島線の駅。

## 歴史
1924年に美濃電気軌道の駅として開業した。当駅を含む鏡島線の千手堂駅 - 森屋駅間ははじめ専用軌道であったが、のちに併用軌道に変更されている。戦後のモータリゼーションの進展により鏡島線は1964年に廃止され、当駅も廃駅となった。
- 1924年（大正13年）4月21日 - 美濃電気軌道鏡島線の千手堂駅 - 鏡島駅間の営業開始と同時に開業[4][5]。
- 1930年（昭和5年）8月20日 - 美濃電気軌道が名古屋鉄道（初代。同年中に名岐鉄道に改称し、1935年より名古屋鉄道に再改称）に合併。同社の鏡島線の駅となる[5]。
- 1950年（昭和25年）
  - 6月10日 - 併用軌道化の工事のため、当駅を含む千手堂駅 - 森屋駅間が休止[6]。
  - 7月11日 - 工事が完了し、営業再開[6]。
- 1964年（昭和39年）10月4日 - 鏡島線の廃止にともない廃駅となる[5][7]。
  - 廃駅後は岐阜バス（廃駅直後は名鉄バス）の「鍵屋」バス停留所が代替交通となった。

## 駅構造
- 併用軌道上に単式1面1線の乗り場があった。

## 隣の駅
名古屋鉄道
鏡島線
千手堂駅 - 鍵屋駅 - 本荘駅